# Internazionali Femminili di Palermo 2021
Internazionali Femminili di Palermo 2021 là một giải quần vợt nữ chuyên nghiệp thi đấu trên mặt sân đất nện ngoài trời. Đây là lần thứ 29 giải đấu được tổ chức và là một phần của WTA Tour 2021. Giải đấu diễn ra tại Country Time Club ở Palermo, Ý từ ngày 19 đến ngày 25 tháng 7 năm 2021.

## Nội dung đơn

### Hạt giống
| Quốc gia | Tay vợt            | Xếp hạng1 | Hạt giống |
| -------- | ------------------ | --------- | --------- |
| USA      | Danielle Collins   | 49        | 1         |
| RUS      | Liudmila Samsonova | 55        | 2         |
| SUI      | Jil Teichmann      | 56        | 3         |
| CHN      | Zhang Shuai        | 60        | 4         |
| BUL      | Viktoriya Tomova   | 109       | 5         |
| FRA      | Océane Dodin       | 116       | 6         |
| AUS      | Astra Sharma       | 128       | 7         |
| RUS      | Kamilla Rakhimova  | 132       | 8         |

- 1 Bảng xếp hạng vào ngày 12 tháng 7 năm 2021.

### Vận động viên khác
Đặc cách:
- Nuria Brancaccio
- Lucia Bronzetti
- Lucrezia Stefanini
- Zhang Shuai

Bảo toàn thứ hạng:
- Alexandra Dulgheru
- Mandy Minella

Vượt qua vòng loại:
- Marina Bassols Ribera
- Katharina Gerlach
- Elena-Gabriela Ruse
- Zheng Qinwen

### Rút lui
Trước giải đấu
- Sorana Cîrstea → thay thế bởi  Leonie Küng
- Elisabetta Cocciaretto → thay thế bởi  Grace Min
- Sara Errani → thay thế bởi  Lara Arruabarrena
- Viktorija Golubic → thay thế bởi  Francesca Di Lorenzo
- Ana Konjuh → thay thế bởi  Alexandra Dulgheru
- Jasmine Paolini → thay thế bởi  Jaqueline Cristian
- Bernarda Pera → thay thế bởi  Olga Danilović
- Andrea Petkovic → thay thế bởi  Valeria Savinykh
- Arantxa Rus → thay thế bởi  Natalia Vikhlyantseva
- Patricia Maria Țig → thay thế bởi  Cristina Bucșa
- Martina Trevisan → thay thế bởi  Giulia Gatto-Monticone
- Renata Zarazúa → thay thế bởi  Vitalia Diatchenko

Trong giải đấu
- Jil Teichmann

## Nội dung đôi

### Hạt giống
| Quốc gia | Tay vợt        | Quốc gia | Tay vợt              | Xếp hạng1 | Hạt giống |
| -------- | -------------- | -------- | -------------------- | --------- | --------- |
| JPN      | Eri Hozumi     | CHN      | Zhang Shuai          | 181       | 1         |
| ROU      | Andreea Mitu   | NED      | Rosalie van der Hoek | 187       | 2         |
| GER      | Vivian Heisen  | AUS      | Astra Sharma         | 235       | 3         |
| NZL      | Erin Routliffe | BEL      | Kimberley Zimmermann | 278       | 4         |

- 1 Bảng xếp hạng vào ngày 12 tháng 7 năm 2021.

### Vận động veien khác
Đặc cách:
- Matilde Paoletti /  Lisa Pigato
- Camilla Rosatello /  Dalila Spiteri

### Rút lui
Trước giải đấu
- Lizette Cabrera /  Maddison Inglis → thay thế bởi  Sarah Beth Grey /  Emily Webley-Smith
- Dalma Gálfi /  Samantha Murray Sharan → thay thế bởi  Maddison Inglis /  Samantha Murray Sharan
- Beatrice Gumulya /  Hsieh Yu-chieh → thay thế bởi  Lara Arruabarrena /  Beatrice Gumulya

## Nhà vô địch

### Đơn
- Danielle Collins đánh bại  Elena-Gabriela Ruse, 6–4, 6–2.

### Đôi
- Erin Routliffe /  Kimberley Zimmermann đánh bại  Natela Dzalamidze /  Kamilla Rakhimova 7–6(7–5), 4–6, [10–4]